# ロストフの戦い (1941年)
ロストフの戦い（ロストフのたたかい）は、第二次世界大戦中、ドイツ国防軍が発動したバルバロッサ作戦におけるソビエト連邦軍との一方面の戦いである。
ここでは、ドイツ南方軍集団（司令官ゲルト・フォン・ルントシュテット）によるアゾフ海攻勢作戦（1941年9月12日開始）とソビエト南方面軍（司令官ヤーコフ・チェレヴィチェンコ）によるロストフ防勢作戦（1941年11月5日-16日）、ロストフ攻勢作戦（1941年11月27日-12月2日）を総称してロストフの戦いとしている。
これらの作戦は第二次世界大戦の東部戦線の南方における軍事行動の1つであり、現在、ロストフ・ナ・ドヌと呼ばれる町の周辺で行われた。

## 背景
1941年9月、キエフの戦い終了後、ドイツ南方軍集団はドニエプル川からアゾフ海沿岸まで進撃した。ドイツ第6軍（司令官ヴァルター・フォン・ライヒェナウ）はハリコフを占領、第17軍（司令官カール＝ハインリヒ・フォン・シュテュルプナーゲルCarl-Heinrich von Stülpnagel）はヴォロシロフグラドへ進撃した。そして第11軍（司令官エーリッヒ・フォン・マンシュタイン）はクリミア半島へ進撃、秋までには半島を占領（ただし、セヴァストポリは1942年7月3日まで抵抗した）した。
第1装甲集団（司令官エヴァルト・フォン・クライスト）はキエフより進撃、10月にメリトポリ （Melitopol）でソビエト赤軍を包囲した。そしてさらにコーカサスへの出入り口として知られるドン川河口のロストフ方面へ向かいアゾフ海に沿って東へ攻撃を開始した。

## アゾフ海攻略作戦
ロストフの攻略は第11軍（司令官オイゲン・フォン・ショーベルト）が担当することになったが、ショーベルトが地雷原に墜落、その日の内に戦死した。ショーベルトの後任としてエーリッヒ・フォン・マンシュタインがレニングラード戦区から第11軍に赴任、ドイツ空軍第4航空艦隊の支援を取り付けた。
この時、第11軍所属の第LIV軍団はクリミア半島で、ルーマニア軍がオデッサの包囲にそれぞれ従事していたため、ロストフ攻略のための戦力は退却しているソビエト赤軍への追撃でさえ厳しく制限された。そのため、マンシュタインは第LIV軍団を、より規模の小さい第XXX軍団、第XLIX山岳軍団と交代させ、第LIV軍団にロストフへの先遣を勤めるよう命令した。
9月下旬、ルーマニア第3軍はロストフへ前進する第11軍に加わったが、26日にソ連第9軍、第18軍の反撃を受け大きな損害を受けた。これにより第11軍は側翼防護のため停止、マンシュタインはルーマニア第3軍の支援に唯一の予備戦力であるSS師団LSSAH（当時、旅団規模）を使わざるを得なくなった。

## ロストフ防勢作戦
ドネツ炭田－ロストフ戦略的防勢作戦（1941年9月29日から11月16日）の一つとして行われたソ連軍の反撃は南方軍集団司令官にルーマニア軍戦区の更なるソ連軍の襲撃に対する第1戦車軍の作戦行動を強いた。そしてソ連2個軍（第9軍、第18軍）を包囲し、10月5日から10日の一部が脱出に成功したチェルニゴヴカ辺りでの包囲突破中にソ連第18軍指揮官スミルノフ中将が戦死した。
10月11日、ドイツ軍はまだ目標攻略を果たしていなかったが、ドイツ総統アドルフ・ヒトラーは「アゾフ海での戦闘は成功に終わった」と宣言した。
その後、ドイツ第11軍はクリミア半島へ戻り、ペレコプ地峡で作戦に従事するよう命令された。
これらの戦いにより、ロストフとコーカサスへの道が開いたと認め、ヒトラーは第11軍から第1装甲軍に任務を移す命令を出し、準備不足のルーマニア第3軍、イタリアアルペン軍団、スロバキア自動車化旅団が配属された。
再編成後、ドイツ第III装甲軍団、第XIV装甲軍団が、クリミアより到着した第XLIX山岳軍団の支援を受けて先鋒を勤めた。
1941年10月17日までに第14装甲師団はミウス川（Mius river）を渡河、タガンロクは占領された。同時に、スターリノ（ドネツ炭田地区）に山岳部隊が侵入、新設のソ連第12軍は撤退を余儀なくされた。
しかし、秋雨が始りソ連軍には幸運だった。悪名高い泥濘は第1装甲軍の前進を「メートルずつ」に遅くした。このことはドイツ軍が11月中旬までロストフ郊外に到達できなかったことを意味していた。そしてその間、ドイツ軍はソ連軍との接触を失っていた。
11月17日、ドイツ軍はロストフへ攻撃を開始、21日には占領した。しかし、ドイツ軍の戦線は拡大しすぎていた。そのため、フォン・クライストは軍の左側翼が危機に晒されていること、さらに配下の戦車部隊がロシアの冬の中では効果的戦闘ができなかったことを警告していたが、これは無視された。

## ロストフ攻勢作戦
11月27日、ロストフ戦略的攻勢作戦（1941年11月17日から12月2日)の一つ、ソ連第37軍（司令官アントーン・ロパーチン中将）による北からの第1装甲軍の先鋒への反撃でロストフから追い出した。しかしヒトラーは第1装甲軍の撤退を認めず、その命令を拒否した南方軍集団司令官ゲルト・フォン・ルントシュテットは罷免された。
しかし、この退却を避けることはできず、第1装甲軍はタガンロクのミウス川まで押し戻された。そして、これが独ソ戦のドイツ軍における初めての撤退となった。

## 文献
- Haupt, Werner, Army Group South: The Wehrmacht in Russia 1941-1945, Schiffer Military History, Atglen, 1998
- 「歴史群像アーカイブ独ソ戦」学習研究社
- 内田 弘樹 (著), EXCEL (イラスト) 『どくそせん』イカロス出版